# Julien Landeau
Julien Landeau, né le 30 juillet 1745 à Guérande et mort en juin 1799 à Saint-Lyphard, est un ecclésiastique français, prêtre réfractaire et unique rescapé de la première des « noyades de Nantes ».

## Biographie

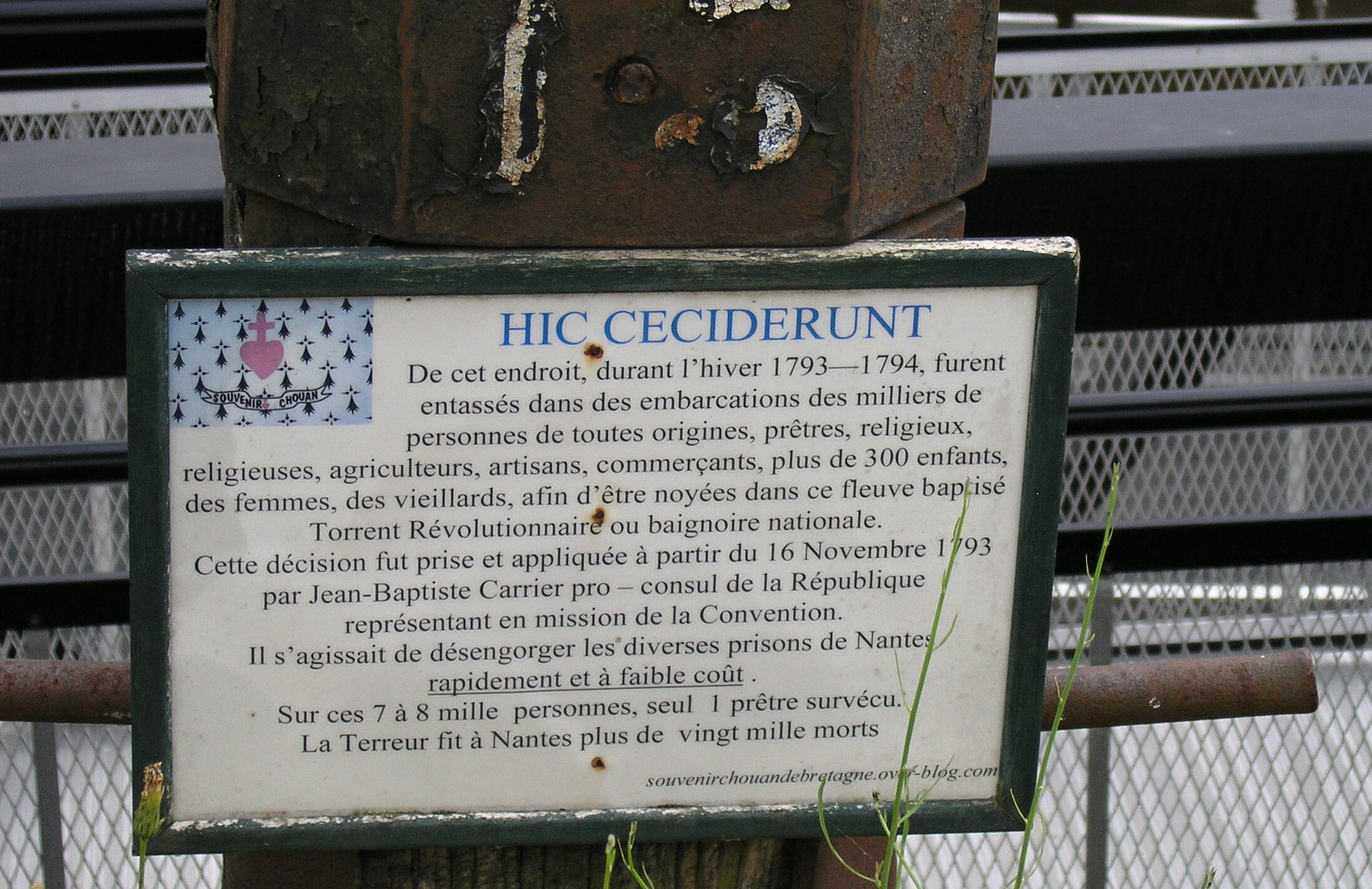
Plaque commémorative, située sur le quai de la Fosse à Nantes, au niveau du ponton Belem à l'aval du pont Anne-de-Bretagne.

Julien Landeau, fils de Jean Landeau et de Françoise Malenfant, voit le jour dans le village de Queniquen de la paroisse de Guérande le 30 juillet 1745.
Ordonné prêtre à 25 ans le 22 novembre 1770, il est tout d’abord vicaire dans la paroisse de Moisdon-la-Rivière, où son frère Jacques est recteur — ou curé — de la paroisse.
Il est nommé recteur de la paroisse de Saint-Lyphard le 5 août 1789.
Les lettres patentes du roi Louis XVI et les décrets de l’Assemblée constituante, datés du 12 novembre 1789, ne parviennent à la connaissance de la commune et de son corps municipal qu’en février 1790. Lors de la réunion des citoyens actifs — ayant contribué trente sols pour obtenir cette prérogative —, le 7 février, six membres du corps municipal, dont le maire, sont nommés compte tenu de la population de 1 143 personnes de la paroisse. Julien Landeau devient le premier maire de la commune, et son substitut est le vicaire de la paroisse, Jean Gougeon. Refusant tous les deux de prêter serment d’allégeance au roi, à la Loi et à la Nation, les deux ecclésiastiques sont privés de leurs droits de citoyens actifs et démis de leurs fonctions le 5 décembre 1790, Julien Landeau continuant d’exercer son sacerdoce.
L'arrêté départemental du 6 juin 1791 enjoint les municipalités d’exiger des prêtres réfractaires qu'ils fixent leur résidence à Nantes, mais Saint-Lyphard ne donne pas suite et le prêtre continue d’assurer son ministère.
Las, l’arrêté départemental du 22 mars 1792 obligent tous les prêtres non assermentés de se présenter à Nantes sous huitaine, à la maison Saint-Clément. Julien Landeau et son ancien vicaire Jean Gougeon entrent alors dans la clandestinité.
Julien Landeau est arrêté dans le village de Kerloumet (Saint-Lyphard) et est interné à Nantes le 8 février 1793 (20 pluviôse de l'an I).
Le 11 octobre de la même année, les autorités du département de Loire-Inférieure décident de transférer les prêtres réfractaires sur un navire à quai sur la Loire afin de désengorger les prisons et le 25 octobre, ceux-ci sont embarqués sur le navire La Gloire.
Le 16 novembre 1793 Jean-Baptiste Carrier qui dirige la police de Nantes, décide de déplacer une centaine de ces prêtres — 87 en réalité ; attachés deux à deux, ils embarquent sur une gabare. À hauteur de Chantenay, le navire sombre. Julien Landeau parvient à gagner la rive où les gardiens pourchassent les survivants et tentent de les noyer. Il s’éloigne à nouveau et s’agrippe à une barque qui lui vient en aide.
Seuls trois autres prêtres parviennent également à s’échapper, qui sont recueillis par des matelots de L’Imposant qui leur donnent de l’eau-de-vie pour les réchauffer. Informé, le Comité révolutionnaire ordonne au capitaine Lafloury, commandant du navire, de faire transférer les trois prêtres dans une galiote hollandaise le 19 novembre. Selon Fourier, directeur de l’hospice révolutionnaire, « ces prêtres furent repris et noyés le lendemain, le fait m’a été certifié par Foucault, qui était présent à la noyade ». Cette noyade organisée est la première des « noyades de Nantes » dont le nombre, selon les sources, varie de huit à vingt-trois. Julien Landeau en est l'unique survivant.
Julien Landeau se réfugie dans son village de Queniquen, où il continue à assurer un culte clandestin. Il demeure en proie aux recherches de la police de Guérande.
Le 20 avril 1795, la liberté de culte étant progressivement restaurée depuis le début de l’année, Julien Landeau obtient l’autorisation de regagner la paroisse de Saint-Lyphard.
Il meurt en juin 1799 à Kernogan, un village de Saint-Lyphard.